# Fargues (Lot)
Fargues ist eine Ortschaft und eine Commune déléguée in der französischen Gemeinde Barguelonne-en-Quercy mit 156 Einwohnern (Stand 1. Januar 2022) im Département Lot in der Region Okzitanien. Der Ort gehörte zum Arrondissement Cahors und zum Kanton Luzech.
Der Erlass vom 28. September 2018 legte mit Wirkung zum 1. Januar 2019 die Eingliederung von Le Boulvé als Commune déléguée zusammen mit den früheren Gemeinden Le Boulvé, Saint-Matré und Saux zur Commune nouvelle Porte-du-Quercy fest. Der Verwaltungssitz befindet sich in Le Boulvé.
Der Name des Orts leitet sich vom sprechlateinischen Wort filicaria (deutsch Farnfeld) ab.

## Geographie
Fargues liegt circa 22 km westsüdwestlich von Cahors im Gebiet Quercy Blanc der historischen Provinz Quercy am südwestlichen Rand des Départements.
Umgeben wird Fargues von vier Nachbargemeinden und einer Commune déléguée von Porte-du-Quercy:
|                             | Bélaye                                      |                       |
| Le Boulvé (Porte-du-Quercy) | Kompassrose, die auf Nachbargemeinden zeigt | Carnac-Rouffiac       |
|                             | Montcuq-en-Quercy-Blanc                     | Barguelonne-en-Quercy |

Fargues liegt im Einzugsgebiet des Flusses Garonne. Der Ruisseau de Baudenque, ein Nebenfluss des Lissourgues, entspringt auf dem Ortsgebiet. Die Séoune, ein Nebenfluss der Garonne, markiert die südliche Grenze zu den Nachbargemeinden.

## Einwohnerentwicklung
Nach Beginn der Aufzeichnungen stieg die Einwohnerzahl bis zur ersten Hälfte des 19. Jahrhunderts auf einen Höchststand von rund 700. In der Folgezeit sank die Größe der Gemeinde bei kurzen Erholungsphasen bis zur Jahrtausendwende auf ein Niveau von rund 150 Einwohnern, auf dem sie sich seitdem stabilisieren konnte.
| Jahr      | 1962 | 1968 | 1975 | 1982 | 1990 | 1999 | 2006 | 2011 | 2022 |
| --------- | ---- | ---- | ---- | ---- | ---- | ---- | ---- | ---- | ---- |
| Einwohner | 221  | 212  | 188  | 171  | 175  | 149  | 161  | 156  | 156  |

## Sehenswürdigkeiten

### PfarrkircheSaint-Pierre et Saint-Paul
Die älteste Erwähnung der Pfarrgemeinde von Fargues datiert aus dem Jahr 1255. Ein heute zugemauertes, mit einem Kielbogen verziertes Eingangsportal zeugt von Änderungen am Ende des 15. oder zu Beginn des 16. Jahrhunderts. In der zweiten Hälfte des 19. Jahrhunderts erfuhr das Gebäude vermutlich ausgedehnte Ausbesserungen, die der Kirche ihr heutiges Aussehen gaben. In gleichem Zug wurden die beiden Seitenkapellen und der Glockenturm hinzugefügt.

### PfarrkircheSaint-Nicolasin Bovila
Bovila war Zweiggemeinde von Fargues und Sitz eines Priorats, das im Hundertjährigen Krieg zerstört wurde. Seine Klosterkirche war dem heiligen Hilarius geweiht, während die Pfarrkirche dem heiligen Nikolaus von Myra geweiht ist. Die Ursprünge des Gebäudes datieren aus dem späten 12. oder frühen 13. Jahrhundert. Wahrscheinlich wurde die Kirche nach einer längeren Periode als Ruine zu einem großen Teil neu gebaut. Da es keine Stilelemente aus dem späten 15. Jahrhundert gibt, ist der Neubau der Frühen Neuzeit zuzuordnen.
Die Apsis ist der am besten erhaltene Teil des romanischen Gebäudes und von außen am leichtesten zu erkennen. Ihr Mauerwerksverband ist aus Werksteinen errichtet. Sie besitzt einen geraden und einen halbrunden Teil, dessen Wände durch Strebepfeiler verstärkt sind, die einst bis zum heute nicht mehr vorhandenen Gesims gereicht haben. Zwei der Strebepfeiler, im Südosten und im Nordosten, sind durch schmale rundbogenförmige Fenster durchbrochen. Das Fenster in der Längsachse wurde wahrscheinlich während Arbeiten um 1980 neu installiert. An der Südseite der Apsis springt der Glockenturm aus dem Gebäude heraus. Sein Mauerwerk gehört zum ursprünglichen Bau. Einige Steinmetzzeichen sind auf den Steinen der Apsis und der Basis des Glockenturms zu erkennen: „X“, „Z“ und „O“. Die Untersuchung der Innenwände der Apsis ergab, dass das Kesselgewölbe in Inneren völlig neu errichtet wurde unter Wegnahme des Gurtbogens der auf Dreiviertelsäulen ruhte, die heute übrig geblieben sind. Die Südseite der Kirche besitzt eine rundbogenförmige, hervorspringende Tür, das den Zugang zum Glockenturm gewährt. Seine Form findet sich auf der Nordseite am Eingang zur Sakristei wieder. Die drei Fenster der Apsis haben ihre Struktur im Inneren bewahrt, mit schmalen Säulen an den Seiten mit Kapitellen und geformten Bögen. Die Kapitelle sind ausgestaltet mit Pflanzenrankwerken, Flechtbändern, die aus monströsen Köpfen, Tieren hervorquellen, sowie mit Menschenköpfen, die von Löwen gefressen werden. Der Bogenrücken am südöstlichen Fenster ist segmentiert und erinnert an die Bauweise eines Fensters in der Pfarrkirche im nahe gelegenen Saint-Pantaléon. Im Kirchenschiff zeigt sich der Triumphbogen als Rudiment. Abgebrochene Säulen an der westlichen Innenwand zeigen, dass das Langhaus einst um ein Joch länger gewesen sein muss. Das Kapitell, das heute als Fuß des Weihwasserbeckens dient, war zweifellos Teil einer dieser Wandsäulen. Der rundbogenförmige Eingang im Süden wurde in der Frühen Neuzeit eingerichtet.

### Pfarrkirche in Farguettes
Die Pfarrgemeinde von Farguettes war eine Zweiggemeinde von Le Boulvé. Die heutige Kirche scheint ein vollständiger Neubau nach dem Hundertjährigen Krieg zu sein, bei dem das Baumaterial des Vorgängerbaus wiederverwendet wurde. Dies erfolgte vermutlich in der zweiten Hälfte des 15. Jahrhunderts, wie an der Form des Eingangsportals an der Südseite abzulesen ist. Die südliche Seitenkapelle wurde wahrscheinlich im 19. Jahrhundert hinzugefügt. Die heutige Kirche besteht aus einem einschiffigen Langhaus, zwei Seitenkapellen und einer halbrunden Apsis. Ein Glockengiebel erhebt sind an der Stelle zwischen Langhaus und Apsis. Das Mauerwerk der Apsis besteht aus wiederverwendeten Werksteinen und Bruchsteinen. Ihr Dach, das früher mit Schiefer gedeckt war, ist heute von einer Zementschicht gedeckt. Die Außenwände der Kirche sind verputzt. Das Eingangsportal im Süden ist mit einem Spitzbogen mit einer etwas schroffen Stabornamentik verziert.

### PfarrkircheSaint-Barthélemyin Mascayroles
Die Kirche scheint ebenfalls ein vollständiger Neubau nach dem Hundertjährigen Krieg im späten 15. oder frühen 16. Jahrhundert zu sein. Im 19. Jahrhundert wurde sie wiederhergestellt, und die südliche Seitenkapelle wurde gleichzeitig hinzugefügt. Ein Glasfenster ist mit „Saint-Blancat, Toulouse“ signiert. Es handelt sich um ein eher unprätentiöses Gebäude, dessen Langhaus und Apsis aus wiederverwendeten Werksteinen und Bruchsteinen gebaut wurde. Im Süden sind Überreste eines korbbogenförmigen Eingangsportals zu erkennen, das vielleicht von einem spitzbogenförmigen Eingang daneben abgelöst wurde und dessen Türöffnung im Inneren sichtbar ist. Im 19. Jahrhundert wurde dann im Westen das heutige Eingangsportal geöffnet. Zur gleichen Zeit wurde der Glockengiebel errichtet oder neu gebaut. Die Innenräume sind mit falschem Kreuzgratgewölbe und falschem Tonnengewölbe gedeckt.